# Titan Saturn System Mission

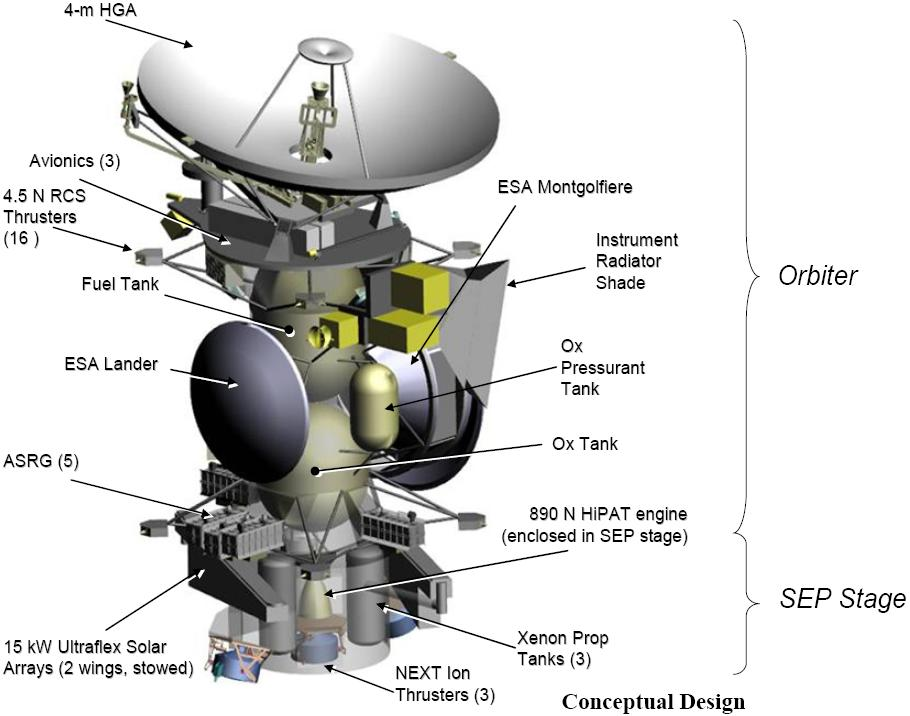
A TSSM tervezett orbitere

A Titan Saturn System Mission (TSSM, Titán–Szaturnusz rendszer küldetés) a NASA és az ESA tervezett űrszondaprogramja, melynek során a 2020-as vagy a 2030-as években űrszondát juttatnak a Szaturnusz közelébe, elsősorban két, a földön kívüli élet lehetőségének szempontjából érdekes holdja, a Titán és az Enceladus alaposabb tanulmányozására. A küldetés az ESA Titan and Enceladus Mission (TandEM) és a NASA Titan Explorer 2007 tanulmányainak egyesítésével jött létre.
A programban egy keringő egységet, egy, a Titán légkörében körülbelül egy évig lebegő és ott folyamatosan méréseket végző hőlégballont, valamint egy, a Titán legnagyobb tavára, a Kraken Mare-re leszálló úszó egységet terveznek.
A két űrügynökség 2009 februárjában a TSSM-mel szemben az Europa Jupiter System Mission előkészítését kezdte meg, de a TSSM programot sem állítják le, csak az EJSM utánra halasztják.

## Galéria

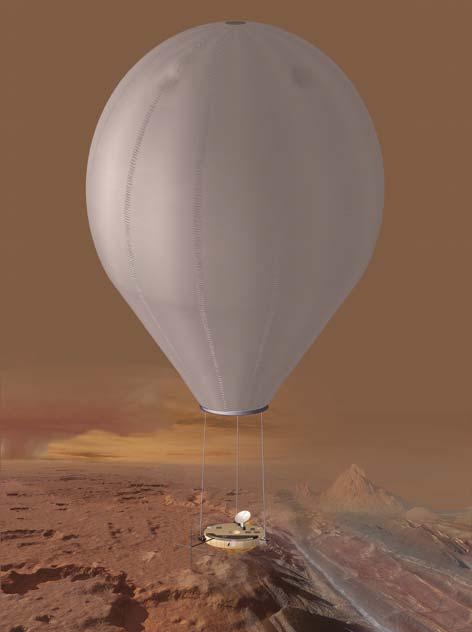
A TSSM tervezett hőlégballonja
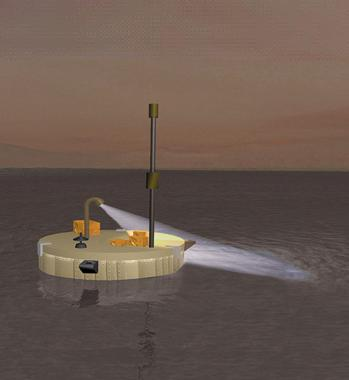
A TSSM tervezett leszállóegysége a Kraken Mare felszínén